# He Was a Quiet Man
He Was a Quiet Man is een Amerikaanse thriller-dramafilm uit 2007 onder regie van Frank A. Cappello, die het verhaal zelf schreef. De productie won een prijs voor beste regie op het Jackson Hole Film Festival en een voor beste cinematografie op het Newport Beach Film Festival.

## Verhaal
Bob Maconel (Christian Slater) is een amper door de buitenwereld opgemerkte grijze kantoorslaaf, wiens meerderen over hem heen lopen. Hij fantaseert dagelijks over het plegen van een aanslag op het kantoorgebouw waar hij werkt en over het met een revolver neerschieten van zijn collega's. Hij wacht alleen op het naar zijn inziens juiste moment om zijn revolver te legen, waarvoor hij dagelijks thuis in zijn appartement op zijn donder krijgt van een vis in zijn aquarium.
Op een dag besluit Maconel dat het moment gekomen is om zijn collega's dood te schieten en laadt zijn revolver, maar laat daarbij een kogel vallen. Wanneer hij deze probeert op te rapen, ziet hij door de ruimte aan de onderkant van zijn hokje verschillende collega's neervallen terwijl er pistoolschoten klinken. Zijn collega Ralf Coleman (David Wells) liep met dezelfde plannen rond als Maconel en is hem voor geweest in de uitvoering daarvan. Wanneer deze zijn revolver op hem richt, schiet Maconel hem neer. Terwijl hij van plan was de dag te eindigen als moordenaar die met de laatste kogel zichzelf van het leven beroofde, wordt hij zo in plaats daarvan de held van het bedrijf. Directeur Gene Shelby (William H. Macy) geeft hem vervolgens promotie en zijn voormalige kwelgeesten Scott Harper (Jamison Jones) en Jackson (K.C. Ramsey) tronen hem vanaf dat moment mee naar alle gelegenheden waar ze de privileges van de hogeren in functie genieten.
Maconel kan er niet vrolijk van worden. Doordat hij Coleman neerschoot, redde hij het leven van Venessa Parks (Elisha Cuthbert). Zij was als enige op kantoor aardig tegen hem en nadat Coleman haar geraakt had, wilde hij het karwei afmaken en haar uit haar lijden verlossen, toen Maconel ingreep. Wanneer hij haar opzoekt in het ziekenhuis is ze hem echter allesbehalve dankbaar voor het redden van haar leven, want ze is verlamd geraakt en was daardoor liever dood geweest. Wanneer Parks in een wanhopige driftbui toch haar pink blijkt te kunnen bewegen, keert haar hoop op herstel terug en is ze Maconel alsnog dankbaar. Zozeer dat hij zelfs een relatie krijgt met de anders voor hem onbereikbare vrouw. Maar hoewel hij gelukkiger wordt, blijft zijn onzekerheid groot. Parks weet immers niet dat hij hetzelfde van plan was als Coleman en hij betwijfelt op zijn beurt of zij hem nog wel ziet staan als ze weer zelfstandig mobiel wordt.

## Rolverdeling
- Michael DeLuise - Rechercheur Sorensen
- Cristina Lawson - Nancy Felt
- John Gulager - Maurice Gregory
- Sascha Knopf - Paula Metzler
- Frankie Thorn - Jessica Light